# Доминго Херман
Доминго Херман Поланко (шп. Domingo Germán Polanco; Сан Педро де Макорис, 4. август 1992) јесте доминикански професионални бацач у бејзболу из који наступа за Њујорк јенкисе. За Јенкисе је дебитовао 2017, а 28. јуна 2023. против Оукланд атлетикса одиграо је 24. савршену утакмицу у историји МЛБ-а.
У свом арсеналу има четири различита бацања: у 41,7% баца спиралу (енгл. curveball), брзу четворку (four-seam fastball) баца у 26,8% случаја, успорену (changeup) у 20,2%, и падајућу (sinker) у 11,4%. Баца и удара десном руком.

## Савршена утакмица
На гостовању Њујорк јенкија у Оукланду је 28. јуна 2023. године, против Атлетикса одиграо 24. савршену утакмицу у историји МЛБ-а. Током свих 9 ининга (прев. смена̂) је са 99 бацања 27 пута избацио удараче Атлетикса. Пошто је бацио испод 100 бацања, том приликом је зарадио и тзв Мадукс. У складу са својим арсеналом, од 99 бацања 51 су биле спирале, 30 су биле брзе, 17 успорене, и једна падајућа лопта. Од 27 избацивања 9 су била испуцавања (strikeout). Хватачу Јенкија Кајлу Хигашиоки је ово био 31. пут да је хватао Херманова бацања. Претходно је током каријере хватао у утакмицама без погодака, али му је ово била прва савршена утакмица у којој је играо. Ентони Ризо је у другом делу 5. смене спасио потенцијални погодак за базу када се бацио и у паду ухватио ударац Сета Брауна, и затим бацио лоптицу Херману који је приземио (groundout) Брауна на првој бази.
На овој утакмици су оборени и остварени и поједини рекорди:
- Њујорк јенкиси су победили Оукланд атлетиксе 11 : 0, чиме је ова утакмица за поен оборила рекорд за највећи број поена током једне савршене утакмице.
- Херман је Доминиканац који је одиграо савршену утакмицу.
- Херман је са 99 бацања у савршеној утакмици остварио и Медукс, односно савршену утакмицу испод 100 бацања.
- После ове утакмице Њујорк јенкији су са 4 савршене утакмице први у историји МЛБ-а. Претходно су са 3 такве утакмице делили рекорд са Чикаго вајт соксима.
- Ово је трећа савршена утакмица одиграна на Оукландском колосеуму, чиме је изједначен рекорд са старим стадионом Јенкија.[3][4]

## Приватни живот
Херман се почетком августа 2023, месец и по дана пошто је одиграо савршену утакмицу, повукао из даљег играња бејзбола јер је морао да потражи медицинску помоћ због проблема с алкохолизмом.